# 2010년 동계 올림픽 스웨덴 선수단
2010년 동계 올림픽 스웨덴 선수단은 캐나다 밴쿠버에서 개최된 2010년 동계 올림픽에 참가한 올림픽 스웨덴 선수단이다.

## 메달리스트
| 메달   | 이름                                                                  | 종목         | 세부종목            |
| ------ | --------------------------------------------------------------------- | ------------ | ------------------- |
| 금메달 | 샬로트 칼라                                                           | 크로스컨트리 | 여자 10km 프리      |
| 금메달 | 비에른 페뤼                                                           | 바이애슬론   | 남자 추적           |
| 금메달 | 마르쿠스 헬네르                                                       | 크로스컨트리 | 남자 30km 추적      |
| 금메달 | 마르쿠스 헬네르 요한 올손 다니엘 리샤르드손 안데르스 쇠데르그렌       | 크로스컨트리 | 남자 4 x 10 km 계주 |
| 금메달 | 카이사 베리스트룀 안나 르무안 카트리네 린달 에바 룬드 아네테 노르베리 | 컬링         | 여자부              |
| 은메달 | 안나 하그                                                             | 크로스컨트리 | 여자 15km 추적      |
| 은메달 | 안나 하그 샬로트 칼라                                                 | 크로스컨트리 | 여자 단체 스프린트  |
| 동메달 | 아니아 페르손                                                         | 알파인 스키  | 여자 복합           |
| 동메달 | 요한 올손                                                             | 크로스컨트리 | 남자 30km 추적      |
| 동메달 | 안드레 뮈레르                                                         | 알파인 스키  | 남자 활강           |
| 동메달 | 요한 올손                                                             | 크로스컨트리 | 남자 50km 클래식    |